# Small Hotel
Small Hotel is een Britse komische film uit 1957, geregisseerd door David MacDonald. De film is gebaseerd op het gelijknamige toneelstuk van Rex Frost.

## Verhaal
Albert is een ervaren en sluwe ober, die de zaken soepel laat lopen in hotel The Jolly Fiddler. Hij leert de nieuwe serveerster Effie hoe fooien kunnen worden gemaximaliseerd en overtollig voedsel uit de keuken kan worden weggewerkt.
Mr Finch, een vertegenwoordiger van de keten die eigenaar is van het hotel, vindt dat Albert te oud is en ontslagen moet worden en vervangen door de jonge serveerster Miss Mallet. Albert moet nieuwe trucs uithalen om te zorgen dat zowel hij als Effie uiteindelijk kunnen blijven werken.

## Rolverdeling
| Acteur             | Personage         |
| ------------------ | ----------------- |
| Gordon Harker      | Albert            |
| Marie Lohr         | Mrs Samson-Fox    |
| John Loder         | Mr Finch          |
| Irene Handl        | Mrs Gammon        |
| Janet Munro        | Effie Rigler      |
| Billie Whitelaw    | Caroline Mallet   |
| Ruth Trouncer      | Sheila            |
| Francis Matthews   | Alan Pryor        |
| Frederick Schiller | buitenlandse gast |
| Derek Blomfield    | Roland            |
| Dorothy Bromiley   | Rosemary          |